# Магнат

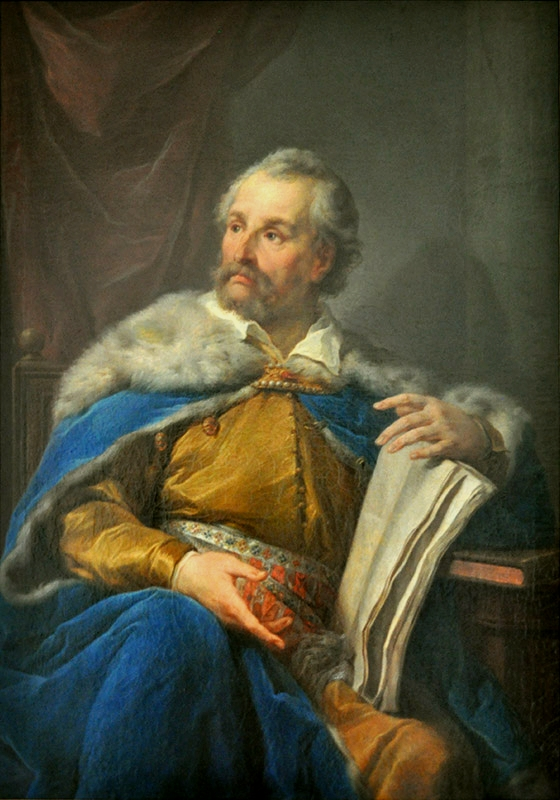
Ян Замойский — влиятельный польский магнат XVI века

Магна́т (лат. magnatus, множ. magnati, от magnus, по ЭСБЕ — от лат. magno-nati, то есть «великим рождённые») — дворянин или человек, занимающий высокое социальное положение, по рождению (происхождению), богатству или другим качествам.

## Статус в разных государствах и странах
1. Обладатель банковского или промышленного (или сращенных воедино — финансового) капитала, имеющий политическое или экономическое влияние благодаря богатству или господствующему положению в какой-либо отрасли экономики.
2. Исторические значения:
  - В Древнем Риме — крупные землевладельцы или обладатели больших состояний, имевшие политическое влияние в обществе благодаря имущественному цензу.
  - В Венгрии — аристократы, представители знатнейших дворянских родов, князей, графов и баронов, которые, согласно Конституции, имели наследственное право на участие в представительстве и собирались в особой палате (стол магнатов, высокий стол — filsi ház).
  - В ВКЛ и Речи Посполитой — вельможи, духовные и светские сенаторы или государственные советники (радные паны) и знатнейшее шляхетство (см. Магнаты Польши и Литвы).
  - На Руси — вельможа, весьма богатый столбовой дворянин высшего круга[2].